# Знайти і знищити (фільм)
Знайти і знищити (англ. Search and Destroy) — американський бойовик 1988 року.

## Сюжет
Загін супербійців повинен знайти і знищити секретну дослідницьку станцію, що займається розробкою біологічної зброї, яка потрапляє в руки небезпечних злочинців.

## У ролях
- Джо Амброзе — директор Каннінгем
- Том Бенкс — доктор Браун
- Джефф Бартон — капітан Бартон
- Пол Бірк — Генріх
- Каббі Брандо — Альфі
- Енджел Кабан — Енжел Рівера
- Джолін Керролл — Фло Дей
- Деана Крістін — Джулі
- Стюарт Гаррісон Дей — Бубба Дей
- Ернест Дорсетт — Ерні
- Пітер Дрінко — Піт
- Боб Госс — аступник
- Марті Грінфілд — мер
- Роб Холлідей — інспектор Краусс
- Джон Крістіан Інгвордсен — Бон Конн